# Urocythereis
Urocythereis är ett släkte av kräftdjur som beskrevs av Ruggieri 1950. Urocythereis ingår i familjen Hemicytheridae.
Släktet innehåller bara arten Urocythereis britannica.